# Elliott Dexter
Elliott Dexter (ur. 29 marca 1870, zm. 23 czerwca 1941) – amerykański aktor filmowy.

## Filmografia
- 1915: The Masqueraders jako David Remon
- 1917: A Romance of the Redwoods jako 'Black' Brown, uliczny agent
- 1921: Sprawki Anatola jako Max Runyon
- 1924: Wiek niewinności jako Newland Archer
- 1924: The Fast Set jako Richard
- 1925: Capital Punishment jako Gordon Harrington

## Wyróżnienia
Posiada swoją gwiazdę na Hollywoodzkiej Alei Gwiazd.